# Мосул
Мосул (араб. الموصل, al-Mawṣil, діалект маславі: al-Mōṣul, ассирійська: ܢܝܢܘܐ або Ninaweh, курдська: Mûsil або Nînewe, турецька: Musul) — місто на півночі Іраку, адміністративний центр губернаторства Нінава.
За назвою міста названа тканина муслін, що виробляється тут протягом тривалого часу. Крім того, історичне значення мав мосульський мармур. У місті розташований Мосульський університет, один з найбільших освітніх та дослідницьких центрів Близького Сходу. Місто також є історичним центром несторіанства, ассирійської гілки християнства, зокрема тут розташовані гробниці кількох старозавітних пророків, таких як Іона і Наум.
Мосул є другим за населенням містом Іраку після Багдада. У 1987 році його населення становило 664 тис. мешканців, воно досягло 1,74 млн в 2002 році та станом на 2008 рік оцінювалося у 1,80 млн мешканців.

## Географія

Аерофотозйомка міста

Розташоване приблизно за 400 км на північ від Багдада. Власне місто знаходиться на західному березі річки Тигр, напроти стародавнього міста Ніневія на східному березі, але агломерація займає значні території на обох берегах річки, які сполучає п'ять мостів. Хоча протягом тривалого часу місто вважалося курдським, більшість населення зараз складають араби, а місто не входить до території, що знаходиться під контролем Регіонального уряду Курдистану.

### Клімат
Місто знаходиться у зоні, котра характеризується кліматом помірних степів та напівпустель. Найтепліший місяць — липень із середньою температурою 34.4 °C (94 °F). Найхолодніший місяць — січень, із середньою температурою 7.2 °С (45 °F).
| Клімат Мосула           | Клімат Мосула | Клімат Мосула | Клімат Мосула | Клімат Мосула | Клімат Мосула | Клімат Мосула | Клімат Мосула | Клімат Мосула | Клімат Мосула | Клімат Мосула | Клімат Мосула | Клімат Мосула | Клімат Мосула |
| Показник                | Січ.          | Лют.          | Бер.          | Квіт.         | Трав.         | Черв.         | Лип.          | Серп.         | Вер.          | Жовт.         | Лист.         | Груд.         | Рік           |
| Абсолютний максимум, °C | 20            | 27            | 30            | 33            | 42            | 43            | 47            | 48            | 45            | 38            | 31            | 23            | 48            |
| Середній максимум, °C   | 11            | 14            | 18            | 23            | 32            | 38            | 42            | 41            | 37            | 29            | 20            | 13            | 26            |
| Середня температура, °C | 7             | 10            | 13            | 18            | 25            | 30            | 34            | 33            | 29            | 22            | 13            | 9             | 20            |
| Середній мінімум, °C    | 2             | 5             | 8             | 12            | 17            | 23            | 26            | 25            | 21            | 15            | 7             | 5             | 14            |
| Абсолютний мінімум, °C  | −3            | −5            | −1            | 2             | 6             | 10            | 12            | 17            | 11            | 3             | −2            | −2            | −5            |
| Норма опадів, мм        | 60            | 60            | 70            | 50            | 20            | 0             | 0             | 0             | 0             | 10            | 40            | 60            | 380           |
| ----------------------- | ------------- | ------------- | ------------- | ------------- | ------------- | ------------- | ------------- | ------------- | ------------- | ------------- | ------------- | ------------- | ------------- |
| Джерело: Weatherbase    |               |               |               |               |               |               |               |               |               |               |               |               |               |

## Історія

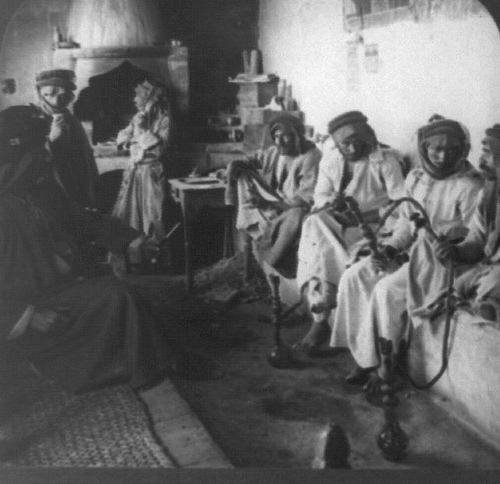
Кафе в Мосулі, 1914

Розкопки показали, що ця місцевість була населена ще 8000 років тому. Власне місто Мосул був заснований близько 700 року до н. е. на іншому березі річки Тигр навпроти Ніневії — столиці Ассирії. Місто має велике історичне значення.
З XVI століття і по 1918 рік місто входило до складу Османської імперії. Далі, до отримання Іраком незалежності, місто перебувало під мандатом території Великої Британії.

### Післявоєнний стан
Після 1991 4 райони мосульскої провінції опинилися під контролем Регіонального уряду Курдистана. Провінція стала повністю підконтрольною курдам. За підсумками багатосторонніх міжетнічних переговорів досягнуто згоди, згідно з яким мером майже двохмільйонного Мосула має бути араб, а його заступником — курд. 5 квітня 2003 р. під контролем окупаційних військ США пройшли вибори до муніципальної ради, що складається з 24 осіб. До нього увійшли араби, курди, ассирійці, туркмени — представники всіх етноконфесійних груп, що проживають в Мосулі.

### Період Ісламської Держави
На початку червня 2014 місто, як і деякі інші міста північного Іраку, було захоплене бойовиками Ісламської Держави Іраку та Леванту. Це, а також супутнє руйнування інфраструктури та виведення з ладу головної водонапірної башти, привели до втечі з Мосула півмільйона біженців.
В лютому 2015 бойовики-ісламісти спалили центральну бібліотеку Мосула і зруйнували скульптури доісламської епохи в музеї міста.

### Битва за Мосул
Після більш ніж двох років окупації Мосула Ісламською Державою, іракські, курдські, американські та французькі військові сили розпочали спільний наступ для відновлення міста 16 жовтня 2016 року. Битва за Мосул вважається ключовою у військовій інтервенції проти ІД.Турецькі військові літаки брали участь у страйках коаліції в Мосулі, на тлі ескалації суперечки між Багдадом та Анкарою про турецьку присутність у місті Башика. Військовий наступ на місто став найбільшим розгортанням іракських сил з моменту вторгнення США та коаліції 2003 року. 9 липня 2017 року прем'єр-міністр Хайдер аль-Абаді оголосив про повне звільнення Мосула.

## Населення
У 1794 р. в Мосулі жили 25 тисяч арабів, 16 тисяч курдів і близько тисячі євреїв. В результаті родинних шлюбів багато курдських сімейств і цілі племена з часом арабізувались: так, курдське походження мають арабські племена Джалілі, чадри, агават, джалмеран та ін. До початку XX століття питома вага курдів в Мосулі помітно зросла.
Згідно зі звітом Ліги Націй, у 1920-х роках у Мосулі курди становили 39 % населення, араби — 37 %; християни (в основному ассирійці і вірмени) — 18 %, туркомани і євреї — по 3 %.
За даними на 1924: все населення Мосула — 785468, з них турків — 65895, курдів — 474 720, арабів — 185763, християн — 62 225 і євреїв — 16685
За переписом населення в Іраку 1957 близько 40 % жителів становили курди.
Перепис 1957 року став єдиним, що проводився досить вільно, без тиску з боку влади та до початку цілеспрямованих «етнічних чисток».
У 1987-му населення міста становило 664 тис. Населення в 2002 — 1739 тис. мешканців, одне з трьох міст-мільйонників Іраку.

## Персоналії
- Зір'яб (789—845/857) — арабський музикант, співак, композитор.